# Catopuma
Catopuma är ett kattsläkte i underfamiljen Felinae, som består av två arter Catopuma temminckii (Asiatisk guldkatt) och Catopuma badia (Borneoguldkatt). Detta kattsläkte är närmast släkt med bland annat tamkattens släkte, Felis, samt lodjur, pumor, ozeloter, och andra små kattdjur.
Arternas utbredningsområde ligger i Sydostasien. Beroende på population finns flera färgvarianter. Exemplaren lever i städsegröna och lövfällande skogar. De undviker helt förändrade landskap som odlingsmark med oljepalmer. Typisk är ett bredare ansikte, en lång svans och avrundade öron. Förutom några fläckar på benen och på huvudet finns inga mönster på kroppen. Helt svarta individer (melanism) kan förekomma. Släktets medlemmar lever främst på marken och de klättrar sällan i träd.
Asiatisk guldkatt listas av IUCN som nära hotad (NT) och Borneoguldkatt som starkt hotad (EN).